# مفتاح فلسطين

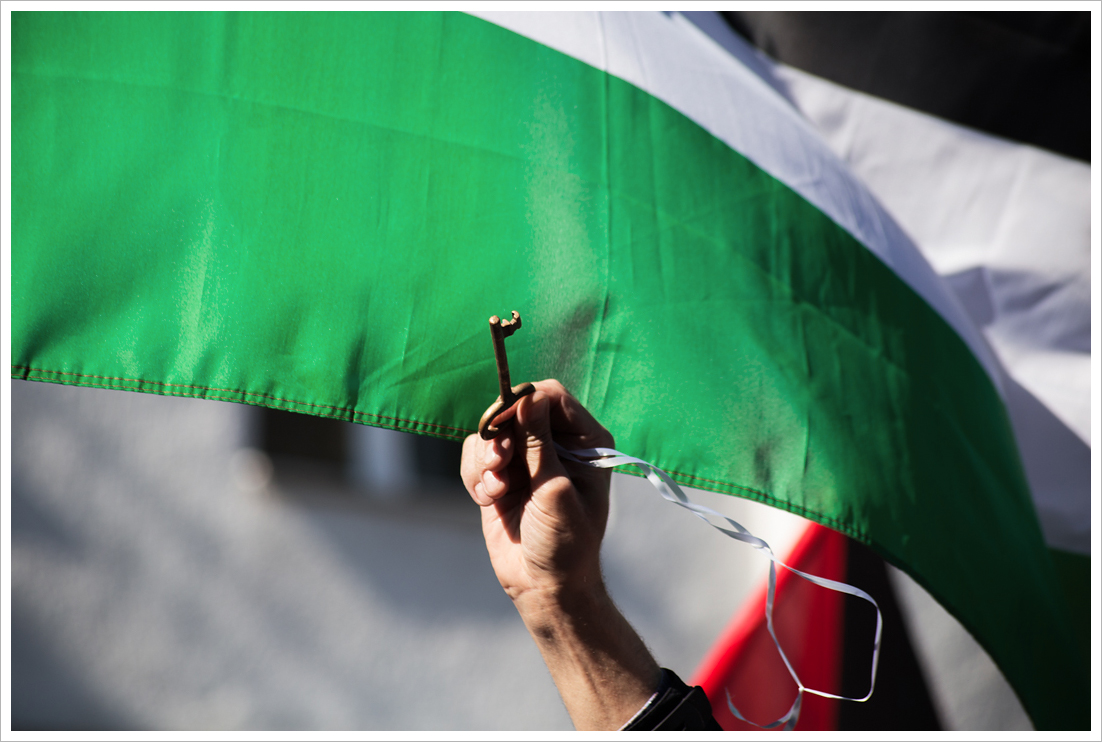
مفتاح فلسطيني في مظاهرة ذكرى النكبة في برلين

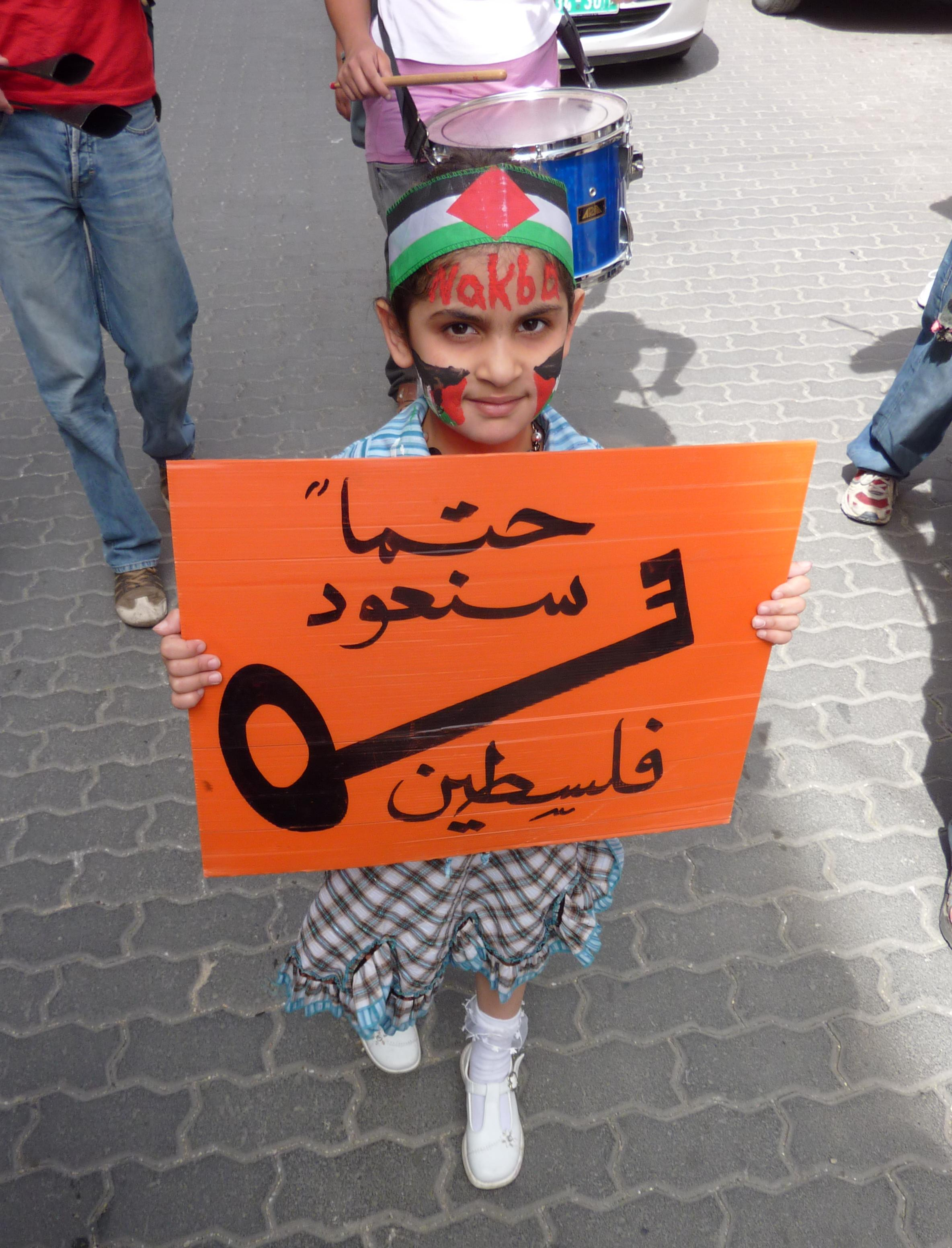
فتاة فلسطينية تشارك في إحياء ذكرى النكبة عام 2010 بالخليل. يعد المفتاح أحد أهم الرموز التي يعبر الفلسطينيون بها عن تمسكهم بحق العودة إلى الأراضي المحتلة.

المفتاح الفلسطيني هو أحد أهم الرموز التي يعبر الفلسطينيون بها عن تمسكهم بحق العودة إلى الأراضي المحتلة عام 1948 بعد النكبة، عندما تمّ تهجير أكثر من نصف سكان فلسطين الانتدابية. بعد مرور 75 عامًا تقريبًا، يظل المفتاح رمزًا قويًا وتذكيرًا بحق الفلسطينيين في العودة إلى بيوتهم.
يعبر المفتاح عن الأمل في العودة والمطالبة بالممتلكات المفقودة.

## الوصف
المفاتيح كبيرة وقديمة الطراز.
غالبًا ما توجد نسخ مكبرة حول مخيمات اللاجئين الفلسطينيين، وتستخدم في المظاهرات المؤيدة للفلسطينيين حول العالم كرموز جماعية.

## أكبر مفتاح في العالم

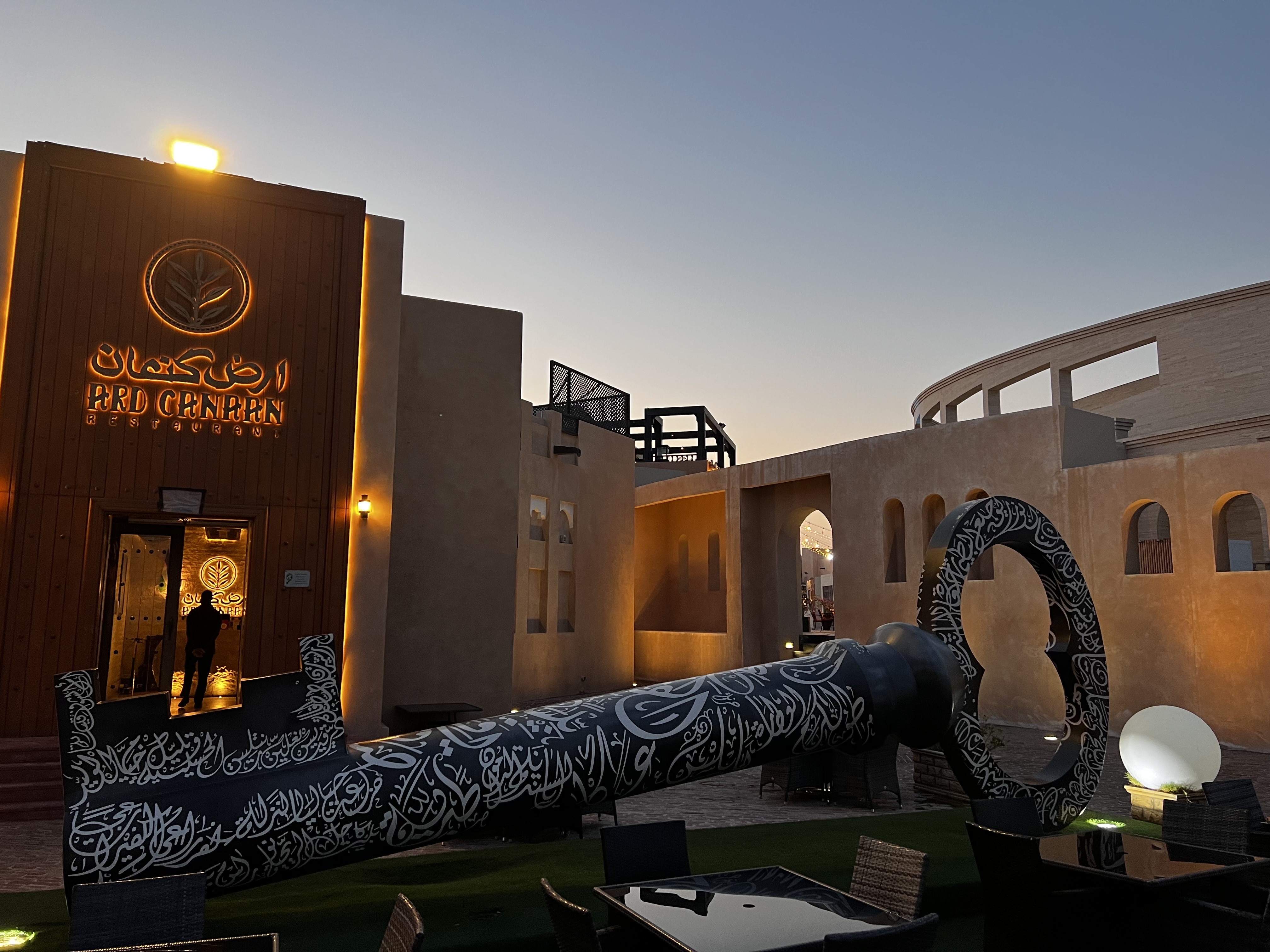
أكبر مفتاح في العالم (موسوعة غينيس للأرقام القياسية)، بأسلوب مفتاح فلسطيني يمثل النكبة، في كتارا بالدوحة، قطر

منذ عام 2016، يحمل مطعم فلسطيني في الدوحة بقطر، الرقم القياسي العالمي لموسوعة غينيس لأكبر مفتاح في العالم، والمسمى "مفتاح أرض كنعان"، بطول 7.8 أمتار، فيما بلغ وزنه 2.7 طن، وعرضه 2.8 أمتار.

## صور

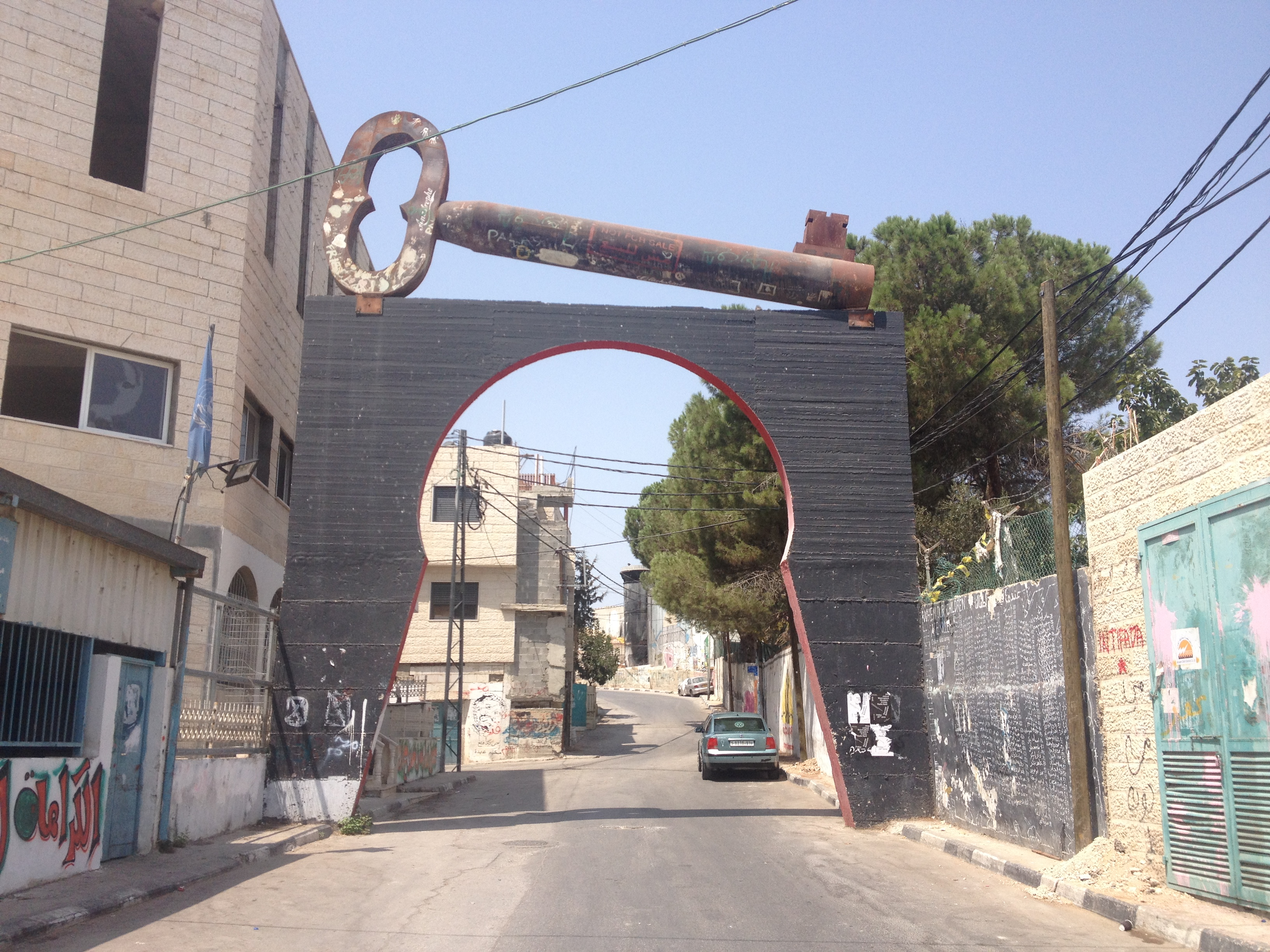
مدخل مخيم عايدة للاجئين بالقرب من بيت لحم
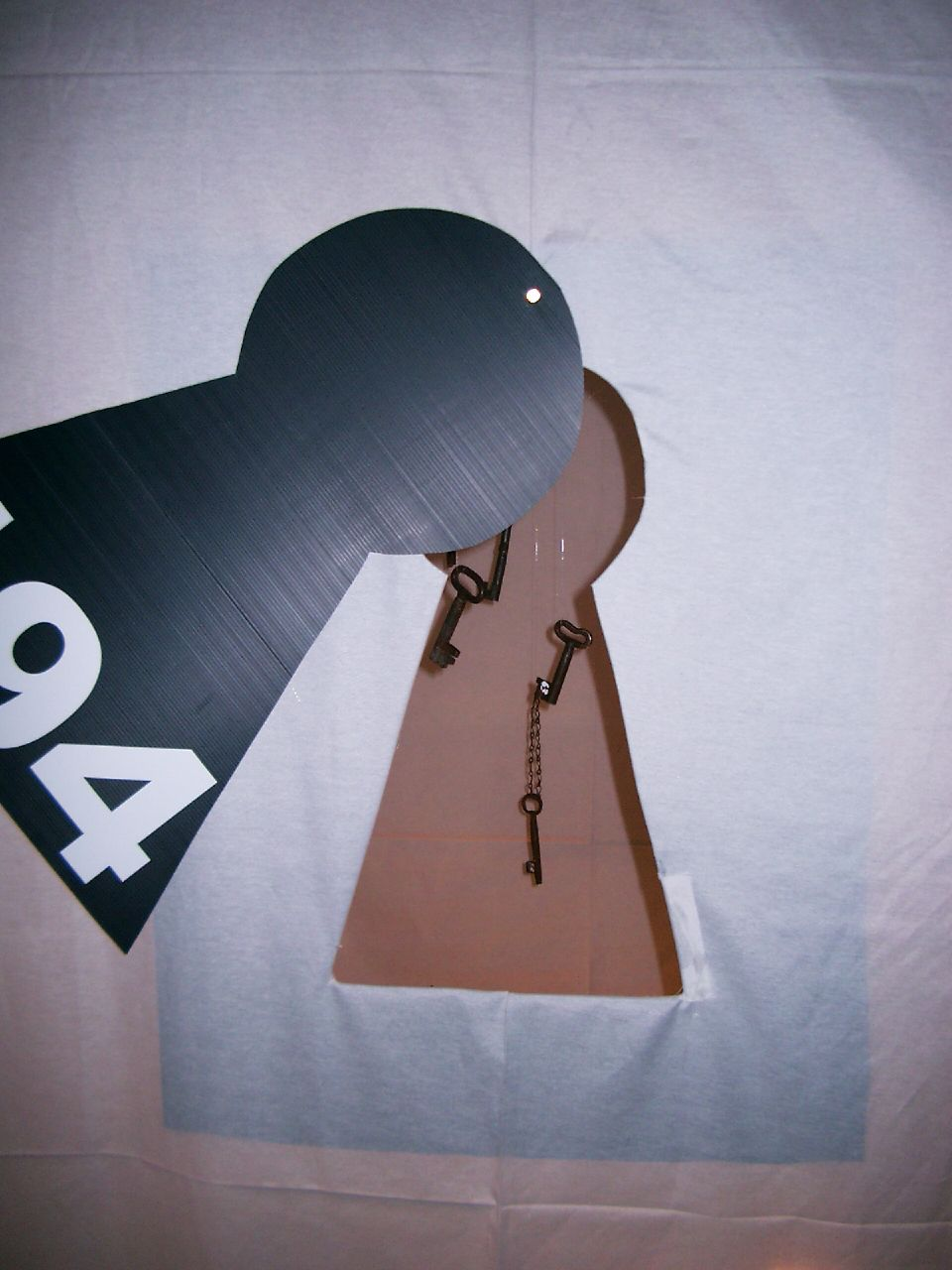
فن فلسطيني يرمز إلى قرار حق العودة للاجئين الفلسطينيين
مفتاح كجزء من الكلمة العربية "السلام" مثّل فن الكتابة على الجدران في الضفة الغربية
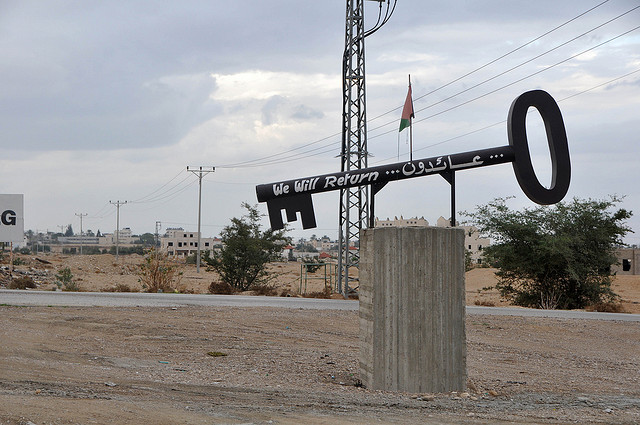
خارج أريحا مع عبارة "سنعود ..."